# Ctenodecticus lusitanicus
Ctenodecticus lusitanicus är en insektsart som beskrevs av Barranco och Pascual 1992. Ctenodecticus lusitanicus ingår i släktet Ctenodecticus och familjen vårtbitare. Inga underarter finns listade i Catalogue of Life.